# Elisa (pel·lícula)
Elisa (títol original: Élisa) és una pel·lícula francesa dirigida per Jean Becker, estrenada el 1995. Ha estat doblada al català.

## Argument
Una adolescent de 17 anys, col·locada als Serveis Socials després del suïcidi de la seva mare, marxa a ajustar comptes, a la recerca del seu pare que creu responsable de la tragèdia que ha costat la vida a la seva mare.

## Repartiment
- Vanessa Paradis: Marie
- Gérard Depardieu: Jacques Desmoulins, anomenada Leibovich
- Clotilde Courau: Solange
- Sekkou Sall: Ahmed
- Florence Thomassin: Élisa
- Michel Ram: Samuel
- Olivier Saladin: Kevin
- Philippe Léotard: El fumador de gitanes
- Werner Schreyer: El conductor del SS
- José Garcia: El passatger del taxi
- Firmine Richard: Clienta PMU/ Pipi
- Catherine Rouvel: Manina
- Melvil Poupaud: El fill del farmacèutic
- Bernard Verley: L'empresari
- Philippe Duquesne: El propietari del PMU
- Jean-Pierre Bagot: Llogater HLM amb un fusell
- Sidy Lamine Diarra: Client PMU
- Gérard Chaillou: Claude Chapelier
- Jenny Clève: La propietària de Maria
- André Julien: L'avi
- Eugene Riguidel: Un client del Bar dels Pescadors
- Reine Barteve: L'àvia
- Dominique Bluzet: Jérôme
- Dodine Herry: La propietària del PMU
- Isabel Hachmann-Peralt: Marie a 3 anys
- Teco Celio: L'amant de Samuel
- Bernard Lincot: El propietari del Bar dels Pescadors

## Llocs de rodatge
- França:
  - Finisterre:
    - Illa de Si
    - Douarnenez

  - París
  - Productora s Eclair, Épinay-sur-Seine (Sena Saint-Denis)

## Premis i nominacions
- César a la millor música original l'any 1996 per Zbigniew Preisner, Michel Colombier i, a títol pòstum, Serge Gainsbourg.
- Nominació al César a la millor actriu secundària (Clotilde Courau)
- Nominació al César a la millor esperança femenina (Clotilde Courau)